# Pseudofissurininae
Pseudofissurininae es una subfamilia de foraminíferos bentónicos de la Familia Ellipsolagenidae, de la Superfamilia Polymorphinoidea, del Suborden Lagenina y del Orden Lagenida. Su rango cronoestratigráfico abarca desde el Eoceno medio hasta la Actualidad.

## Discusión
Clasificaciones previas incluían el género de Pseudofissurininae en  en la Subfamilia Parafissurininae y en la Superfamilia Nodosarioidea.

## Clasificación
Pseudofissurininae incluye al siguiente género:
- Pseudofissurina